# Căpâlna
Căpâlna è un comune della Romania di 1 814 abitanti, ubicato nel distretto di Bihor, nella regione storica della Transilvania.
Il comune è formato dall'unione di 5 villaggi: Căpâlna, Ginta, Rohani, Săldăbagiu Mic e Suplacu de Tinca.
Da segnalare la presenza sul territorio comunale di due chiese in legno: Sf. Nicolae (San Nicola), del 1724, nel villaggio di Căpâlna, e Sf. Ierarh Nicolae (San Nicola Arciprete), del 1769, del villaggio di Săldăbagiu Mic.